# Râul Țigla
Râul Țigla este un curs de apă afluent al râului Nirajul Mare.

## Hărți
- Harta județului Mureș
- Harta zonei Miercurea Nirajului  Arhivat în 24 ianuarie 2007, la Wayback Machine.